# Ньобдінса Віттор
Ньобдінса Віттор (комі Нёбдінса Виттор; *21 листопада 1888, Ньобдін - †11 серпня 1943, концтабір ГУЛАГ СССР) — видатний комі політик, письменник та творець експериментального театру. Також поет, драматург, театральний режисер, журналіст, редактор. Один із керівників КАПП (Комі асоціація пролетарських письменників). Автор мілітарної прози («Повстання в Усть-Куломі»). Засновник Комі національного театру. Класик комі літератури. Також лідер профспілкового руху Комі АССР. 
Працював на вугільних підприємствах східної України. Певний час очолював терористичну групу Комі ВЧК (1918).
Державний гімн Республіки Комі покладений на слова вірша Ньобдінса Віттора. 
Жертва сталінського терору.

## Біографія
Народився у збіднілій комі родині. Обдарованість Віттора була настільки яскравою, що він отримав державну стипендію на навчання у Ньобдінському земському початковому училищі. Згодом зближується з революційним колами Комі, вперше потрапляє до в'язниці. Певний час працював писарем в офіційних установах, сім років був конторщиком на вугільних підприємствах України. 
Літературний дебют припадає ще на часи Російської імперії (п'єса «Повстання в Усть-Куломі»). З 1918 знаходить себе у драматургії, театральній режисурі. Найбільш відомі п'єси: «На сході сонця квітка зів'яла» (1919), «У раю» (1922), «Причинна душа» (1927).  
Паралельно багато пише віршів, поем у народно-поетичному стилі, що забезпечило його творами широку славу в новоутвореній комі державі. Багато віршів Ньобінса стали комі народними піснями. Відома історична драма «Куломдинса бунт» (Куломський бунт) - про комі війну 1841-43 з петербурзькими чиновниками. 
Організував першу комі театральну трупу "Сыкомтевчук". Кореспондент газет "Югыд туй", "Коми сикт". 

### Сталінський терор
У 1930-тих сталінський окупаційний режим починає готувати колонізацію Республіки Комі, вдається до масового терору проти національної інтелігенції. Віттор Ньобдінса також потрапляє під терор НКВД СССР, 1937 незаконно засуджений та відправлений до концтабору ГУЛАГ. Під час Другої світової війни комі класик Віттор Ньобдінса помирає від виснаження у концтаборі Прикулька біля станції Ітатка Томської залізниці.
Місце поховання невідоме. 
1956 самі комуністи реабілітували комі письменника. Проте його твори так і не повернулися до комі читачів. 

## Вшанування
Ім'я Ньобдінса Віттора  носить Комі державний драматичний театр, біля театру встановлена скульптура поета. Його ім'ям названа вулиця в місті Сиктивкарі, а також створено меморіальний музей, у селі Ньобдіно його іменем названо школу. Про самого письменника знято документальний фільм. 
Щоправда московський режим всіляко приховує факт незаконного ув'язнення комі класика, уникаючи згадок про його смерть у сталінському концтаборі. 

## Дослідження творчості
Після звільнення з-під СССР у Республіці Комі розвинувася справжній літературний культ Ньобдінса Віттора. Йому присвячені конференції, досліджується кожен аспект його творчості та громадської діяльності. Комі дослідниця болгарського походження Х. Петкова дослідила його журналістську роботу. 

## Твори
- «Аркирей»: баллада. - Сыктывкар, 1922. - 16 л. б. : серпас.; Сыктывкар: Коми кн. изд-во, 1965. - 16 л. б.: ил.
- Райын: куим торъя теш. – Усть-Сысольск: Коми книга лэдзанін, 1922. - 39 л. б.
- Шонді петігöн дзоридз косьмис: 3 торъя ворсантор. - Сыктывдінкар: Коми книга лэдзанін, 1922. - 26 л. б.
- Гора Омра: чукöра вистьталöм-сьылöм. - Сыктывдінкар: Коми книга лэдзанін, 1924. – 16 л. б.
- Гудрасьöм: öти торъя теш: (лöсьöдöма Украинаса "Бывальщина" теш серти). - Сыктывдінкар: Коми нига лэдзанін, 1924. - 19 л. б.
- Сьылан - лыддянъяс. – Сыктывкар: Коми нига лэдзанін, 1924. - 114 л. б., портр.
- Тшын: 3 торъя ворсантор. - Сыктывкар: Коми кн. изд-во, 1924. - 71 л. б.
- Тöдтöм туйöд: кöкъямыс торъя драма: (лöсьöдöма П. Бессалько гижöд "Бессознательным путём" серти). – Сыктывдін кар: Коми нига лэдзанін, 1925. - 72 л. б.
- Черань: 5 торъя драма: (лöсьöдöма Чижовский гижöд "Его Величество Трифон" серти). - Сыктывдін кар: Коми нига лэдзанін, 1925. - 52 л. б.
- Ныв "грек" шобöм: 3 торъя пьеса коми олöмысь. - Сыктывкар: Коми нига лэдзанін, 1926. - 45 л. б.
- Инасьтöм лов: куим торъя теш: «Райын» пьесалöн 2-öд юкöн. – Сыктывдін кар: Коми нига лэдзанін, 1927. - 50 л. б.
- Луча: висьт-збыль / изд. Угор.-фин. отд. Центро-Совнацмена НКП РСФСР. - Сыктывкар: Коми нига лэдзанін, 1927. - 21 л. б.
- Путкыльтчöм: революция драма: 5 торъя, 6 юкöна: (лöсьöдöма Бессалько роман «Катастрофа» серти). - Сыктывдін кар: Коми нига лэдзанін, 1927. - 43 л. б.
- Ва шыр: кык торъя теш. - Сыктывдін кар: Коми нига лэдзанін, 1928. - 35 л. б.
- «Вабергач»: драма в 3-х д. - Сыктывдін кар: Коми нига лэдзанін, 1928. - 43 л. б. ; Сыктывкар: Коми кн. изд-во, 1982. - 368 л. б.: портр.
- Кулöмдінса бунт: збыль вöлöмтор йылысь пьеса: 3 юöна, 8 торъя. - Сыктывкар: Коми нига лэдзанін, 1928. - 55 л. б., портр.
- Сырчик бöрся: кык торъя теш: (лöсьöдöма «Во время затишья» нима нига серти). – Сыктывдін кар: Коми нига лэдзанін, 1928. - 32 л. б.
- Знаменньö: куим торъя теш. - Сыктывкар: Коми кн. изд-во, 1930. - 48 л. б.
- Парма ныв: 4 торъя, 5 юкöна драма. - Сыктывкар: Коми кн. изд-во, 1930. - 71 л. б.
- Арт: öти торъя ворсантор. - Сыктывкар: Коми кн. изд-во, 1931. - 44 л. б.
- Гижöд чукöр: в 2-х т. - Сыктывкар: Коми нига лэдзанін, 1931-1932. 
  - Т. 1. - Сыктывкар, 1931. – 284 л. б.
  - Т. 2. - Сыктывкар, 1932. – 349 л. б.
- Моль: öти торъя кык серпаса ворсантор. - Сыктывкар: Коми книга лэдзанін, 1931. - 23 л. б.
- Гижöд чукöр: в 2-х т. Т. 1. - Сыктывкар: Коми нига лэдзанін, 1931. - 284 л. б.
- Сыктывкар. Жеребцовсянь Карпинскийöдз: поэма. - Сыктывкар: Коми госиздат, 1935. – 30 л. б.
- 100 коми сьыланкыв / собрал В. А. Савин - Сыктывкар: Коми ГИЗ, 1936. – 208 л. б.
- Бöрйöм гижöдъяс / вступ. ст. И. Изъюрова. – Сыктывкар: Коми кн. изд-во, 1956. – 248 л. б.
- Чужи-быдми сьöд вöр шöрын: челядьлы кывбуръяс / водзкывсö гижис С. Морозов. - Сыктывкар: Коми кн. изд-во. - 40 л. б.: портр.
- Пьесаяс / вступит. ст. Г. А. Фёдорова. - Сыктывкар: Коми кн. изд-во, 1959. - 184 л. б.
- Кывбуръяс. Поэмаяс. Пьесаяс. Вистъяс. Очеркъяс / сост. С. Морозов. - Сыктывкар: Коми кн. изд-во, 1962. – 655 л. б., 1 л. портр.
- Эжва дорын: кывбуръяс, вистъяс. - Сыктывкар: Коми кн. изд-во, 1976. – 88 л. б.
- Сьöлöм сьылöм: кывбуръяс = Песня сердца: стихи / сост. Г. И. Торлопов. – Сыктывкар, 1978. - 24 л. б. (Коми отделение добровольного общества любителей книги РСФСР) ; сост. и вступ. ст. А. Ванеева. - Сыктывкар: Коми кн. изд-во, 1988. – 143 л. б.
- Югыд кодзув: кывбуръяс, поэмаяс, ораторияяс, роч вылысь, роча-комиа да роч кывбуръяс / лöсьöдіс да водзкывсö гижис А. Е. Ванеев. - Сыктывкар: Коми кн. изд-во, 1980. - 304 л. б.: 1 л. портр.
- Звени, моя парма: стихотворения, поэмы, пьесы, рассказы. - Сыктывкар: Коми кн. изд-во, 1983. - 256 с.
- Мусюр сайын: проза гижöдъяс / лöсьöдіс да примечаниеяссö гижис Г. И. Торлопов. - Сыктывкар: Коми кн. изд-во, 1985. - 368 л. б.
- Гажöдчöй, кор томöсь: бöрйöм гижöдъяс / предисл. Г. И. Торлопова. - Сыктывкар: Коми кн. изд-во, 1998. - 334 л. б.
- Бöрйöм гижöдъяс. – Кывбуръяс, поэмаяс, висьтъяс, очеркъяс, пьесаяс. = Избранное. – Сыктывкар: «Издательство «Милета», 2008. – 608 с.